# Джаксон, Татьяна Николаевна
Татья́на Никола́евна Джа́ксон (род. 6 февраля 1951 года) — советский и российский историк-скандинавист, педагог, доктор исторических наук.

## Биография
По окончании 1-й английской спецшколы в Москве в 1968 году поступила на романо-германское отделение филологического факультета МГУ (кафедра английского языка). В 1973—1976 годах училась в аспирантуре Института истории СССР АН СССР (научный руководитель — д.и.н., проф. А. Я. Гуревич). С декабря 1977 по август 1997 года работала в Институте истории СССР АН СССР (позднее переименованном в Институт российской истории РАН) в должностях старшего научно-технического, младшего научного, научного и старшего научного сотрудника. В 1978 году защитила кандидатскую диссертацию «Исландские королевские саги как источник по истории народов Европейской части СССР X—XIII вв.». В 1995 году защитила докторскую диссертацию в виде научного доклада на тему «Древняя Русь в скандинавских письменных источниках IX—XIV вв.». С 1996 года — доктор исторических наук. С августа 1997 года работает в Институте всеобщей истории РАН в должности ведущего научного сотрудника, а с января 2013 года — в должности главного научного сотрудника. В 1995—1997 годах преподавала английский язык в Российском центре гуманитарного образования (ныне — ГАУГН), в 1997—2007 годах — в школе № 57. В 2004—2008 годах имела позицию «профессор II» в Университете Тромсё (Норвегия). Член диссертационного и производственного учёного советов Института всеобщей истории РАН, представитель России в консультативном совете Международного общества по изучению исландской саги. Член редколлегии ряда российских («Древнейшие государства Восточной Европы», «Древнейшие источники по истории Восточной Европы») и зарубежных научных изданий (Gripla, Исландия).
Основные направления исследований: древнескандинавские письменные памятники (преимущественно — саги), топонимика, историческая география, историческая антропология, картина мира и пространственная ориентация средневековых скандинавов.

## Научные труды

### Монографии (исследования, издания источников)
- Древнерусские города в древнескандинавской письменности. Тексты, перевод, комментарий / Сост. Г. В. Глазырина и Т. Н. Джаксон. М.: Наука, 1987. 210 с.
- Кочкуркина С. И., Спиридонов А. М., Джаксон Т. Н. Письменные известия о карелах. Петрозаводск, 1990. 140 с.
- Джаксон Т. Н. Исландские королевские саги как источник по истории Древней Руси и её соседей. X—XIII вв. // Древнейшие государства на территории СССР. Материалы и исследования, 1988—1989 гг. М.: Наука, 1991. С. 5—169.
- Джаксон Т. Н. Исландские королевские саги о Восточной Европе (с древнейших времен до 1000 г.). Тексты, перевод, комментарий. М.: Наука, 1993. 304 с.
- Джаксон Т. Н. Исландские королевские саги о Восточной Европе (первая треть XI в.). Тексты, перевод, комментарий. М.: Ладомир, 1994. 256 с.
- Джаксон Т. Н. Древняя Русь в скандинавских письменных источниках IX—XIV вв. Диссертация в виде научного доклада на соискание учёной степени доктора исторических наук. М., 1995. 62 с.
- Джаксон Т. Н. Скандинавия: Боги и герои. Тверь: Полина, 1996.
- Джаксон Т. Н. Древняя Русь глазами средневековых исландцев. Old Rus through the Eyes of Mediaeval Icelanders. (Russian Studies in World History and Culture. Vol. 3). Lewiston; Queenston; Lampeter: Edwin Mellen Press[англ.], 2000. 390 с.
- Джаксон Т. Н. Исландские королевские саги о Восточной Европе (середина XI — середина XIII вв.). Тексты, перевод, комментарий. М.: Ладомир, 2000. 366 с.
- Джаксон Т. Н. Четыре норвежских конунга на Руси: Из истории русско-норвежских политических отношений последней трети X — первой половины XI вв. М.: Языки русской культуры, 2000. 192 с.
- Джаксон Т. Н. Austr í Görðum: Древнерусские топонимы в древнескандинавских источниках. М.: Языки славянской культуры, 2001. 208 с.
- Джаксон Т. Н. Гидрография Восточной Европы в древнескандинавских источниках // Джаксон Т. Н., Калинина Т. М., Коновалова И. Г., Подосинов А. В. «Русская река»: Речные пути Восточной Европы в античной и средневековой географии. М.: Языки славянских культур: Знак, 2007. С. 273—353.
- Джаксон Т. Н. Исландские королевские саги о Восточной Европе. Издание 2-е, в одной книге, исправленное и дополненное. М.: Университет Дмитрия Пожарского, 2012. 779 с.
- Джаксон Т. Н. Древнескандинавское пространство // Джаксон Т. Н., Коновалова И. Г., Подосинов А. В. Imagines mundi: античность и средневековье. М., 2013. С. 279—419.

### Учебные пособия
- Бибиков М. В., Глазырина Г. В., Джаксон Т. Н., Коновалова И. Г., Мельникова Е. А., Назаренко А. В., Подосинов А. В. Древняя Русь в свете зарубежных источников: Учебное пособие для студентов вузов / Под. ред Е. А. Мельниковой. М., 1999; 2-е изд.: М., 2003; 3-е изд.: М., 2013.
- Древняя Русь в свете зарубежных источников: Хрестоматия / Под ред. Т. Н. Джаксон, И. Г. Коноваловой и А. В. Подосинова. М., 2009. Т. V: Древнескандинавские источники / Сост. частей III, IV, V, VII, VIII, XI — Т. Н. Джаксон. онлайн

### Ответственный редактор, научный редактор
- Восточная Европа в исторической ретроспективе: К 80-летию В. Т. Пашуто / Под ред. Т. Н. Джаксон и Е. А. Мельниковой. М.: Языки русской культуры, 1999. 328 с.
- Норна у источника Судьбы: Сборник статей в честь Е. А. Мельниковой / Под ред. Т. Н. Джаксон, Г. В. Глазыриной, И. Г. Коноваловой, С. Л. Никольского, В. Я. Петрухина. М.: Индрик, 2001. 480 с.
- Восточная Европа в древности и средневековье: Мнимые реальности в античной и средневековой историографии. XIV Чтения памяти В. Т. Пашуто / Отв. ред. Т. Н. Джаксон. М., 2002.
- Йоун Р. Хьяульмарссон. История Исландии / Пер. с англ.; научн. ред. Т. Н. Джаксон, Т. Л. Шенявская. М.: Весь мир, 2003. 240 с.
- Хелле К., Дюрвик С., Даниельсен Р., Ховланн Э., Грёнли Т. История Норвегии. От викингов до наших дней / Пер. с англ.; Научн. ред. В. В. Рогинский, Т. Н. Джаксон. М.: Весь мир, 2003. 528 с.
- Россия — Норвегия. Сквозь века и границы / Редакторы: Даниэла Бюхтен, Татьяна Джаксон, Йенс Петер Нильсен. М.: Художник и книга, 2004. 504 с.
- Norge — Russland. Naboer gjennom 1000 år / Daniela Büchten, Tatjana Dzjakson, Jens Petter Nielsen (Redaktører). Oslo: Scandinavian Academic Press, 2004. 498 s.
- Russia — Norway: Physical and Symbolic Borders / Tatjana N. Jackson, Jens Petter Nielsen (eds.). Moscow: Languages of Slavonic Culture, 2005. 216 p.
- Древнейшие государства Восточной Европы. 2003 год: Мнимые реальности в античных и средневековых текстах / Отв. ред. тома Т. Н. Джаксон. М.: Восточная литература, 2005. 440 с.
- Древняя Русь в свете зарубежных источников. Хрестоматия. Т. I / Под ред. Т. Н. Джаксон, И. Г. Коноваловой и А. В. Подосинова. М.: Русский Фонд Содействия Образованию и Науке, 2009. 352 с.
- Древняя Русь в свете зарубежных источников. Хрестоматия. Т. II / Под ред. Т. Н. Джаксон, И. Г. Коноваловой и А. В. Подосинова. М.: Русский Фонд Содействия Образованию и Науке, 2010. 384 с.
- Древняя Русь в свете зарубежных источников. Хрестоматия. Т. III / Под ред. Т. Н. Джаксон, И. Г. Коноваловой и А. В. Подосинова. М.: Русский Фонд Содействия Образованию и Науке, 2009. 264 с.
- Древняя Русь в свете зарубежных источников. Хрестоматия. Т. IV / Под ред. Т. Н. Джаксон, И. Г. Коноваловой и А. В. Подосинова. М.: Русский Фонд Содействия Образованию и Науке, 2010. 512 с.
- Древняя Русь в свете зарубежных источников. Хрестоматия. Т. V / Под ред. Т. Н. Джаксон, И. Г. Коноваловой и А. В. Подосинова. М.: Русский Фонд Содействия Образованию и Науке, 2009. 384 с.
- Древнейшие государства Восточной Европы. 2009 год: Трансконтинентальные и локальные пути как социокультурный феномен / Отв. ред. тома Т. Н. Джаксон. М.: Индрик, 2010. 496 с.
- Gaudeamus igitur: Сборник статей к 60-летию А. В. Подосинова / Под ред. Т. Н. Джаксон, И. Г. Коноваловой и Г. Р. Цецхладзе. М.: Русский Фонд Содействия Образованию и Науке, 2010. 488 с.
- Мельникова Е. А. Древняя Русь и Скандинавия: Избранные труды / Под ред. Г. В. Глазыриной и Т. Н. Джаксон. М., 2011. 476 с.
- Такие лживые саги всего забавнее: Сборник статей в честь Галины Васильевны Глазыриной / Под ред. Т. Н. Джаксон. М.: Университет Дмитрия Пожарского, 2012. 246 с.

### Избранные статьи
- Джаксон Т. Н. Исландские королевские саги как источник по истории народов Восточной Прибалтики (VII—XII вв.) // Летописи и хроники. 1980. М., 1981. С. 27—42.
- Джаксон Т. Н. Отражение торговли Новгорода со Скандинавией в древнескандинавской письменности // Скандинавский сборник. Таллинн, 1989. Вып. XXXII. С. 117—128.
- Джаксон Т. Н. Север Восточной Европы в этногеографических традициях древнескандинавской письменности (к постановке проблемы) // Славяне. Этногенез и этническая история. Междисциплинарные исследования. Л., 1989. С. 130—135.
- Джаксон Т. Н. Ориентационные принципы организации пространства в картине мира средневекового скандинава // Одиссей. Человек в истории. 1994. М., 1994. С. 54—64.
- Джаксон Т. Н. К вопросу о древнескандинавской системе ориентации // Средние века. Вып. 60. М., 1997. С. 254—265.
- On the Old Norse System of Spatial Orientation // Saga-Book of the Viking Society. Vol. XXV. P. 1. London, 1998. P. 72—82.
- Джаксон Т. Н. Елизавета Ярославна, королева норвежская // Восточная Европа в исторической ретроспективе: К 80-летию В. Т. Пашуто. М., 1999. С. 63-71.
- Джаксон Т. Н. Русь глазами средневековых скандинавов // Мир истории. 2002. № 4/5. С. 48—58.
- Jackson T.N. The Image of Old Rus in Old Norse Literature (a place-name study) // Middelalderforum. Oslo, 2003. № 1-—2. P. 29—56.
- Jackson T.N. Navigare necesse est, vivere non necesse. «To sail the seas is a necessity, to live is not» // Arkiv för nordisk filologi. 121. 2006. P. 79—100.
- Джаксон Т. Н. Рюриковичи и Скандинавия // Древнейшие государства Восточной Европы, 2005 г.: Рюриковичи и российская государственность. М., 2008. С. 203—227.
- Jackson T.N. Ways on the ‘Mental Map’ of Medieval Scandinavians // Analecta Septentrionalia (RGA-E. B. 65). Berlin; New York, 2009. S. 211—220.
- Джаксон Т. Н. Maeth logh skal land byggiaes («На праве должна страна строиться») // Вестник истории, литературы, искусства. М., 2009. Т. VI. С. 263—275.
- Джаксон Т. Н. Ярослав Мудрый в сагах // Новгородская земля в эпоху Ярослава Мудрого. Великий Новгород, 2010. С. 82—145.
- Джаксон Т. Н. Хольмгардсфари, или Туда и обратно // Одиссей. 2009: Путешествие как историко-культурный феномен. М., 2010. С. 43—57.
- Jackson T.N. The Cult of St Olaf and Early Novgorod // Saints and Their Lives on the Periphery. Veneration of Saints in Scandinavia and Eastern Europe (c. 1000—1200) / Haki Antonsson and Ildar H. Garipzanov (Cursor mundi, vol. 9). Turnhout: Brepols, 2010. P. 147—167.
- Джаксон Т. Н. Последний великий викинг на норвежском престоле // Образы прошлого. Сборник памяти А. Я. Гуревича. М., 2011. С. 349—365.
- Джаксон Т. Н. О юбилеях, памятниках и историческом мифотворчестве // Вестник Нижегородского университета им. Н. И. Лобачевского. 2012. № 6. Ч. 3. С. 17—22.
- Джаксон Т. Н. Балтийское море Адама Бременского // Боспорский феномен. Греки и варвары на Евразийском перекрёстке: Материалы международной научной конференции (Санкт-Петербург, 19-22 ноября 2013 г.). СПб.: Нестор-История, 2013. С. 685—689.